# Adam Busch
Adam Richard Busch (* 6. července 1978 New York) je americký herec.
V televizi začínal v polovině 90. let, v letech 1996 a 1997 působil v seriálu The Mystery Files of Shelby Woo. V dalších letech měl epizodní role např. v seriálech Zákon a pořádek a Uprchlík. V první dekádě 21. století hrál v seriálech Buffy, přemožitelka upírů (2001–2003), kde ztvárnil postavu Warrena Meerse, The Jury (2004) a Point Pleasant (2005) a hostoval v dalších seriálech, jako jsou Dr. House a Terminátor: Příběh Sáry Connorové. Dále se objevil např. v seriálech Chirurgové, Kriminálka Las Vegas, hrál v seriálu Men at Work (2012–2014) a od roku 2012 působí v internetovém seriálu MyMusic.